# Do the Right Thing
Do the Right Thing (en España, Haz lo que debas; en Argentina y en Chile, Haz lo correcto) es una película estadounidense de 1989, escrita, dirigida y producida por Spike Lee, protagonizada por el propio director y por Danny Aiello, Ossie Davis, Ruby Dee, Richard Edson, Giancarlo Esposito, Bill Nunn y John Turturro.
En 1999, fue incluida entre los filmes que preserva el National Film Registry de la Biblioteca del Congreso de Estados Unidos, por ser considerada «cultural, histórica, o estéticamente significativa».

## Sinopsis
Mookie (Spike Lee) es un repartidor de pizzas de 28 años que vive en Bedford-Stuyvesant (Brooklyn) con su hermana Jade (Joie Lee). Él y su novia Tina (Rosie Perez) tienen un bebé llamado Hector (Travell Toulson). Trabaja en una pizzería local, pero carece de ambición. Sal (Danny Aiello), el dueño italo-estadounidense de la pizzería, ha estado en el vecindario por 25 años. Su hijo mayor, Pino (John Turturro), detesta intensamente a los negros, y no se lleva bien con Mookie. Debido a esto, Pino se ve enfrascado diariamente con discusiones con su padre, quien se rehúsa a dejar el vecindario de mayoría afroestadounidense, y su hermano menor Vito (Richard Edson), quien se lleva mejor con Mookie.
El vecindario está lleno de personalidades distintas, entre ellos Da Mayor (Ossie Davis), un borracho amistoso; Mother Sister (Ruby Dee), quien observa el vecindario desde su condominio; Radio Raheem (Bill Nunn), quien donde quiera que vaya escucha en su radio portátil a Public Enemy; y Smiley (Roger Guenveur Smith), un hombre discapacitado mentalmente, quien vaga por el vecindario intentando vender fotos coloreadas a mano de Malcolm X y Martin Luther King, Jr.
En la Pizzería de Sal, el problemático amigo de Mookie, Buggin' Out (Giancarlo Esposito), cuestiona a Sal con respecto a su "Muro de la Fama", un muro decorado con fotos de famosos italo-estadounidenses. Buggin' Out exige que Sal ponga fotos de celebridades negras ya que su pizzería está ubicada en un vecindario negro. Sal responde que este es su negocio, y que él puede tener a quien quiera en su "Muro de la Fama". Buggin' Out intenta iniciar una protesta por el Muro de la Fama. Solamente Radio Raheem y Smiley lo apoyan.
Durante el día, el calor y las tensiones aumentan. Los adolescentes locales abren un hidrante y mojan la calle, antes de la intervención de los policías. Mookie y Pino discuten sobre la raza. Mookie confronta a Pino con respecto a su actitud negativa hacia los afroestadounidenses, incluso si sus celebridades favoritas lo son. Varios personajes arrojan insultos raciales hacia la cámara: Mookie contra los italianos, Pino contra los afroestadounidenses, un latino llamado Stevie (Luis Antonio Ramos) contra los coreanos, el policía oficial caucásico Gary Long (Rick Aiello) contra los Puertorriqueños, y Sonny (Steve Park), dueño de una tienda coreana contra los Judíos. Pino y Sal hablan sobre el vecindario, con el primero expresando su desdén hacia los afroestadounidenses, y el último insistiendo en quedarse. Sal casi despide a Mookie, pero Jade interviene, antes de que Mookie la confronta por estar muy cerca de Sal.
Esa noche, Buggin' Out, Radio Raheem, y Smiley entran a la pizzería de Sal y exigen que Sal cambie el Muro de la Fama. La radio de Raheem suena fuerte y Sal exige que la apague, pero Raheem se rehúsa. Buggin' Out insulta a Sal y sus hijos con un epíteto racial, amenazando con cerrar la pizzería hasta que el Muro de la Fama tenga fotos de afroestadounidenses. Sal, en un ataque de frustración, responde con otro epíteto racial y destruye la radio con un bate de béisbol. Raheem ataca a Sal, llevando a una violenta pelea que se desata en las calles, atrayendo a una multitud. Mientras Radio Raheem estrangula a Sal y llega la policía. Estos detienen la pelea y arrestan a Radio Raheem y Buggin' Out. Pese a las demandas de los otros oficiales y los testigos, un oficial se niega a soltar a Raheem por el cuello, matándolo. Tras ver que Raheem murió en frente de los testigos, los oficiales retiran su cadáver en la parte trasera del auto policíaco y se marchan, dejando a Sal, Pino y Vito sin protección.
Los testigos, furiosos por la muerte de Radio Raheem, culpan a Sal y sus hijos. Mookie agarra un tarro de basura y lo arroja por la ventana de la pizzería de Sal, incitando a la multitud a correr hacia el restaurante y destruirlo, con Smiley finalmente incendiando el lugar. Da Mayor saca a Sal, Pino y Vito fuera de peligro. Los bomberos y las patrullas antimotines llegan para apagar el incendio y dispersar la multitud. Después de que la policía arroja una advertencia, los bomberos utilizan sus mangueras contra los provocadores de los disturbios. Smiley vaga en el interior del edificio y pone una de sus fotos en lo que queda del Muro de la Fama de Sal.
Al día siguiente, después de una discusión con Tina, Mookie va donde Sal, quien se siente traicionado. Mookie le exige su paga semanal, lo que termina en otra discusión. Estos cautelosamente se reconcilian, y Sal finalmente le paga a Mookie, pero rudamente. Mister Señor Love Daddy (Samuel L. Jackson), un DJ local, dedica una canción a Raheem.
La película finaliza con dos frases expresando diferentes opiniones sobre la violencia, una de Martin Luther King y otra de Malcolm X, antes de pasar a una foto de ambos en un apretón de manos. Antes de los créditos, Lee dedica la película a las familias de las víctimas de represión policíaca: Eleanor Bumpurs, Michael Griffith, Arthur Miller, Jr, Edmund Perry, Yvonne Smallwood, y Michael Stewart.

## Reparto
- Spike Lee - Mookie
- Danny Aiello - Salvatore "Sal" Frangione, dueño de la pizzería Sal's Famous Pizza
- Steve Park - Sonny, tendero coreano
- Ossie Davis - Da Mayor, vecino alcoholizado
- Ruby Dee - Mother Sister, vecina
- Richard Edson - Vito, hijo de Sal y amigo de Mookie
- Giancarlo Esposito - Buggin' Out, amigo de Mookie
- Bill Nunn - Radio Raheem
- John Turturro - Pino, hijo de Sal
- Rosie Perez - Tina, novia de Mookie
- Paul Benjamin - ML
- Frankie Faison - Coconut Sid
- Robin Harris - Sweet Dick Willie
- Miguel Sandoval - Mark Ponte, policía
- Rick Aiello - Gary Long, policía
- Joie Lee - Jade, hermana de Mookie
- Samuel L. Jackson - Love Daddy, DJ del barrio
- Roger Guenveur Smith - Smiley
- Steve White - Ahmad
- Martin Lawrence - Cee
- Leonard L. Thomas - Punchy
- Christa Rivers - Ella
- Luis Antonio Ramos - Stevie
- John Savage - Clifton
- Frank Vincent - Charlie
- Richard Parnell Habersham - Eddie
- Ginny Yang - Kim, esposa de Sonny

## Controversias
Muchos críticos declararon abiertamente en sus columnas que la película podría incitar a la audiencia negra a los disturbios. Sin embargo, dichos disturbios jamás se presentaron, y el mismo Spike Lee se opuso a los críticos por insinuar que la audiencia negra era incapaz de contenerse y reaccionar de manera violenta ante una obra de ficción.
Una de las grandes preguntas sobre la película es si Mookie "hace lo correcto", como cita el título de la película al final de esta, cuando arroja la caneca de basura a la ventana de la pizzería e inicia el disturbio y las acciones violentas en contra de la misma. Los analistas han dicho, por un lado, que fue una acción que salvó la vida de Sal, al hacer que las demás personas canalizaran su ira en contra del local y no del mismo Sal, mientras que otros han dicho que la acción de Mookie no fue más que un estímulo causado por su aprobación de la violencia. Esta pregunta es planteada principalmente por las citas contradictorias que cierran la película: una cita de Martin Luther King, Jr., que defiende una postura de no violencia, y la otra, de Malcolm X, que defiende una actitud violenta como una medida positiva en contra de la opresión.
Spike Lee declaró que sólo los espectadores blancos le han preguntado si Mookie hizo o no lo correcto, pero jamás un espectador negro le ha hecho esa pregunta. El director dijo que la clave de ese instante de la película es que Mookie se encuentra enojado por la muerte de Radio Raheem, y que el tema controversial planteado por los espectadores blancos se debe a que muchas veces ellos ponen el valor de una propiedad blanca por encima del valor de una vida negra.
En junio del 2006, la revista Entertainment Weekly colocó a Do the Right Thing en el puesto número 22 de su lista de las 25 películas más controvertidas de la historia.

## Premios
- Premio NYFCC 1989: al mejor director de fotografía (Ernest R. Dickerson)
- Premio LAFCA 1989: al mejor director, a la mejor música, a la mejor película y al mejor actor secundario (Danny Aiello).
- Premio CFCA 1990: al mejor director, a la mejor película y al mejor actor secundario (Danny Aiello).
- Premio BSFC 1990: al mejor actor secundario (Danny Aiello).
- Premio NAACP Image Awards 1991: a la actriz destacada – Cine (Ruby Dee, y al actor secundario destacado (Ossie Davis).